# Ernst Kaufmann (Oberamtmann)
Ernst Kaufmann, auch Ernst Kauffmann (* 27. April oder 29. April 1863 in Ulm; † 3. Januar 1938 in Ludwigsburg) war ein württembergischer Oberamtmann.

## Leben
Kaufmann, Sohn eines Professors einer Realanstalt und evangelischer Konfession, studierte von 1882 bis 1885 Rechtswissenschaften in Tübingen. Er war Mitglied der Studentenverbindung AV Virtembergia Tübingen. 1886 legte er die erste und 1887 die zweite höhere Dienstprüfung ab. Danach trat er in die württembergische Innenverwaltung ein.
Er leitete als Oberamtmann von 1904 bis 1920 das Oberamt Waiblingen. Von 1920 bis 1924 war er Regierungsrat auf gehobener Stelle bei der Regierung des Neckarkreises in Ludwigsburg. 1924 wurde er nach Aufhebung der Kreisregierungen zeitlich in den Ruhestand versetzt. 1929 erhielt er die Amtsbezeichnung Oberregierungsrat und 1930 trat er kraft Gesetzes in den Ruhestand.